# SK105キュラシェーア軽戦車
SK105キュラシェーア（Kürassier：ドイツ語で胸甲騎兵の意味、Cuirassier：英語読みでキュラシェーア）は、オーストリアで開発・生産された軽戦車。ザウレル・ウェルケ社（現シュタイア・ダイムラー・プフ社)が1967年に試作車を開発し、2001年まで生産された。

## 概要
砲塔はフランス製のAMX-13軽戦車が搭載するFL-12を改良したJT1で、砲塔上部が主砲の仰俯角に合わせて揺動する砲塔や、砲弾6発が収められた回転シリンダー式半自動装填装置を砲塔後部に二基搭載するのもほぼ同一の設計で、一分間に12発を発射可能、これを撃ち終わった後は車外から再装填しなくてはならないのも同じである。主砲も当初はフランスのGIAT社製 44口径105mm低反動ライフル砲 CN-105-57 を搭載、後の改修型では CN-105-G1 に換装され、射撃統制装置も大幅に改良された。
車体はザウレル・ウェルケ社製の4K4FA装甲兵員輸送車がベースとなっており、AMX-13は車体前部にエンジンを搭載しているが、SK105は車体後部にエンジンを搭載している。装甲は車体前面で20mm、砲塔前面で40mmであり、前面で20mm機関砲弾に耐えられる程度でしかない。なお、車両にはNBCシステムとヒーターが標準装備されている。
1965年から開発が開始され、1967年に試作車が完成、1970年代初期から量産が開始された。オーストリア陸軍で採用されたほか、南米やアフリカなど各国に輸出され、2001年まで生産が行われた。総生産数は652両前後で、うち286両がオーストリア陸軍向けであった。装甲回収車型や装甲作業車型も開発されている。

## 派生型
- グライフ装甲回収車（ドイツ語版）[4]
装甲回収車仕様。
- ピオニール戦闘工兵車[4]
戦闘工兵車仕様。
- ファーシュールパンツァー操縦訓練車[4]
操縦訓練車仕様。

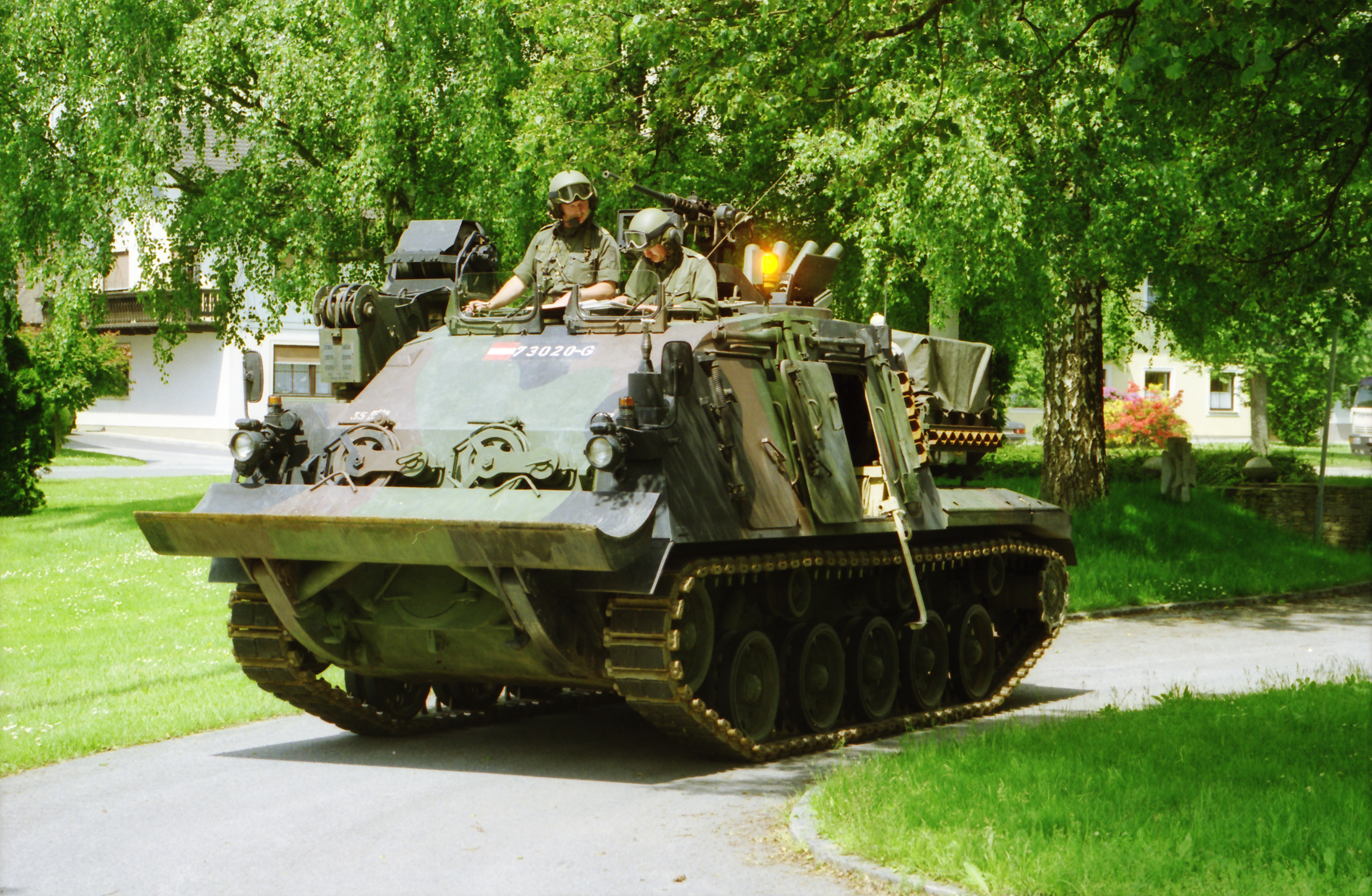
グライフ装甲回収車。アングル的にややわかりにくいが、車体右側にクレーンを設置している。
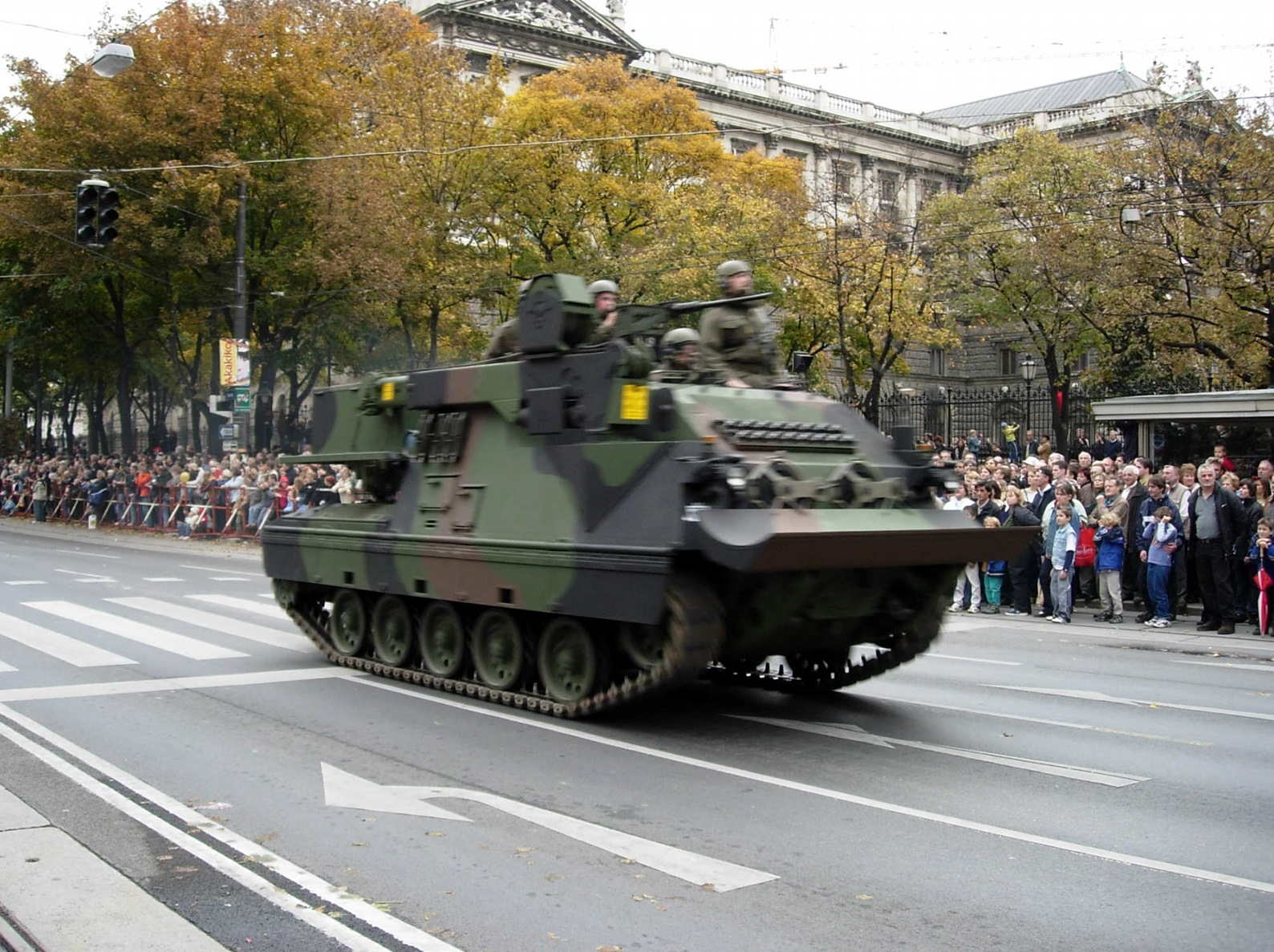
グライフ装甲回収車。
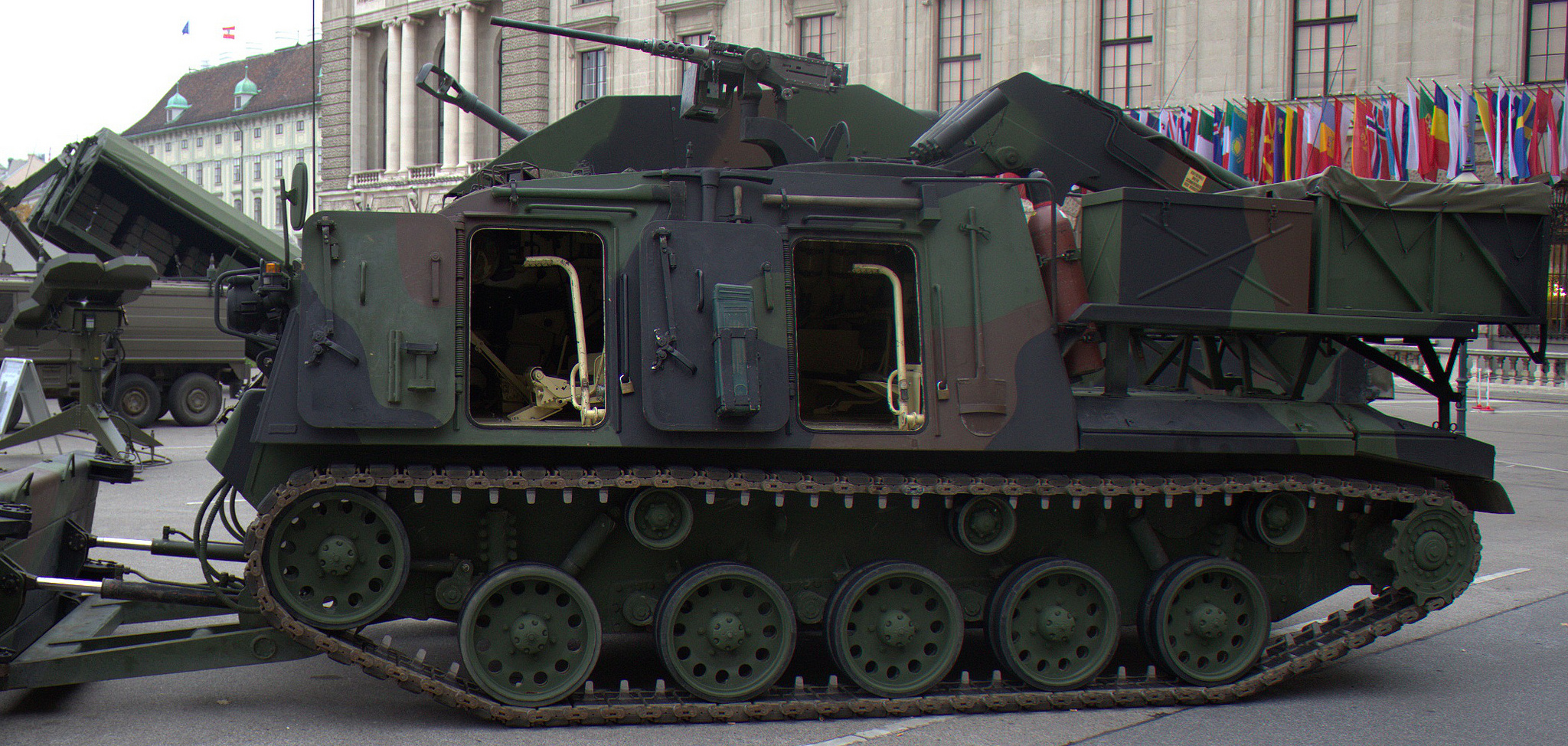
ピオニールパンツァーSK105戦闘工兵車。

## 採用国
- アルゼンチン[4]
- オーストリア[4]
  - オーストリア陸軍 - 286両を導入[4]。軽戦車型は1998年に退役した[5]。2023年時点で、27両の4KH7FA-SB グライフ装甲回収車を保有し、さらに11両を保管中[6]。
- ボリビア[4] - 2024年時点で、ボリビア陸軍が36両のSK105A1、18両のSK105A2、4両のグライフ装甲回収車を保有[7]。
- ブラジル[4]（海兵隊のみ）
- ボツワナ[4]
- モロッコ[4] - 2024年時点で、モロッコ陸軍が111両のSK105を保管中、10両のグライフ装甲回収車を保有[8]。
- チュニジア[4]